# Aprilia RST 1000 Futura
Die Aprilia RST 1000 Futura ist ein vollverkleidetes Motorrad des italienischen Zweiradherstellers Aprilia, das von 2001 bis 2003 in Noale hergestellt wurde.

## Konstruktion
Der Sporttourer wird von einem flüssigkeitsgekühlten Zweizylindermotor von Rotax angetrieben, der eine Nennleistung von 83 kW (113 PS) erzeugt. Der V-Motor hat einen Zylinderwinkel von 60 Grad, wird von einem elektrischen Anlasser gestartet und hat eine elektronisch geregelte Saugrohreinspritzung. Der Viertaktmotor ist weitgehend baugleich zu dem der Aprilia SL 1000 Falco. Die Futura hat ein Trockengewicht von 210 kg. Die Futura baut auf einem Brückenrahmen aus einer Aluminiumlegierung auf, das Hinterrad wird von einer Einarmschwinge geführt. Das Antriebsmoment wird vom 6-Gang-Getriebe über eine Kette auf das Hinterrad übertragen.
Der Motor hat eine als Doppelzündung mit zwei Zündkerzen pro Zylinder ausgeführte Kondensatorentladungszündung. Weiters ist er trockensumpfgeschmiert. Zwei Ausgleichswellen (Anti Vibration Double Countershaft, AVDC) wirken den bei einem V2-Motor auftretenden freien Massenkräften und Massenmomenten erster und zweiter Ordnung entgegen. Eine pneumatisch (durch Unterdruck aus dem Ansaugtrakt des hinteren Zylinders) unterstützte Anti-Hopping-Kupplung mindert beim schnellen Herunterschalten durch Entkuppeln des Motors die Motorbremswirkung so ab, dass das Hinterrad weniger zum Blockieren neigt.
Die große, kantige Gestaltung der Vollverkleidung polarisierte: Während einige das Design als innovativ empfanden und die Formsprache einer Lockheed F-117 ähnelt, fanden andere sie schlicht als zu kantig. Mit ihren Hartschalenkoffern sollte die Futura mit dem vergleichbar ausgelegten Sporttourer Honda VFR 800 FI (RC46) konkurrieren, doch unzureichende Verkaufszahlen und Aprilias sich verschlechternde Liquidität führten bereits drei Jahre nach ihrem Debüt zur Einstellung der Futura. Die Produktion endete 2003, der Abverkauf erfolgte noch bis 2005.

## Formgestaltung
Pierluigi Marconi war der verantwortliche Chefentwickler des Projekts. Er gestaltete die Futura um den Motor und das Fahrwerk der Aprilia RSV Mille herum. Maßgebliche Änderungen gegenüber der Mille waren die Einarmschwinge und die unter dem Sitz montierte Abgasanlage, die die Fahrzeugbreite verringerte und Platz für die Seitenkoffer schaffte.
Marconi spezifizierte außerdem eine um 30 % leistungsstärkere Lichtmaschine mit einer Leistung von 470 Watt, um das elektrisch betriebene Tourenfahrer-Zubehör (Navigationssystem, Heizgriffe und -kleidung, Freisprechanlage) zu versorgen.
Die Abgasanlage wurde dermaßen gestaltet, dass sie trotz ihrer Lage nicht die Sitzbank aufheizt. Der Motor erfüllt mit einem ungeregelten 2-Wege-Fahrzeugkatalysator die Grenzwerte der Abgasnorm Euro 1.
Marconi kündigte bei Aprilia und wechselte erst zum italienischen Motorradhersteller Benelli und dann zum spanischen Hersteller GasGas. Durch seinen Weggang wurden bereits angekündigte Verbesserungen wie ein Antiblockiersystem und Bordspannungssteckdosen nicht umgesetzt.
Ein Hinweis, dass ein Antiblockiersystem später geplant war, findet sich in der Instrumententafel. Oberhalb der 4500/min-Markierung ist das ABS-Warnlicht angebracht.

## Terminologie
Futura ist ein lateinisches Adjektiv und bedeutet zukünftig.  Der Begriff referiert ferner die kunsthistorische Bewegung des Futurismus, die von dem Italiener Marinetti 1909 begründet wurde und in der Malerei auf einfache geometrische Muster in dynamischen Spannungsfeldern setzte.

## Kritiken
„Die konsequent futuristisch gestylte RST 1000 Futura wirkt durch die hypermoderne Plastikschale, das computerisierte Cockpit und die innovative Auspuffanlage unterm Höcker avantgardistisch. […] Trotz zweier Ausgleichswellen galt der Vau nicht als besonders laufruhig, mehr Schwungmasse soll für neue Sanftmut sorgen. Im unteren Drehzahlbereich läuft die Futura tatsächlich kultivierter als ihre Schwestern Mille und SL 1000 Falco, besonders wohl fühlt sie sich unter 3000 Touren trotzdem nicht.“

„Unterm Strich ist die Aprilia RST 1000 Futura ein ziemlich konkurrenzfähiger Sporttourer, der die bei Italienern nicht immer unproblematische Kombination aus eigenwilliger Form und problemloser Funktion prima hinbekommt. Sitzposition und Lastwechselverhalten sind nicht jedermanns Sache. Die Verkleidung ist es erst recht nicht.“

## Belege
1. 1 2  
Fahrbericht. In: ADAC. Archiviert vom Original (nicht mehr online verfügbar) am 6. Oktober 2013; abgerufen am 29. August 2017.
2. 1 2 3  Klaus Herder: Fahrbericht. In: bma, Ausgabe 9/2001. 1. September 2001, archiviert vom Original (nicht mehr online verfügbar) am 4. März 2016; abgerufen am 27. September 2014.  Info: Der Archivlink wurde automatisch eingesetzt und noch nicht geprüft. Bitte prüfe Original- und Archivlink gemäß Anleitung und entferne dann diesen Hinweis.
3. ↑  
Aprilia Futura. In: Motorcyclist. 24. Februar 2009, abgerufen am 29. August 2017 (englisch).
4. ↑  
Aprilia RST 1000 Futura – Best used bikes. In: Cycle World. 13. August 2010, abgerufen am 29. August 2017 (englisch).
5. ↑  Kevin Duke: 2003 Aprilia RST1000 Futura. In: Motorcycle USA. 1. Dezember 2002, archiviert vom Original (nicht mehr online verfügbar) am 13. November 2014; abgerufen am 27. September 2014 (englisch).  Info: Der Archivlink wurde automatisch eingesetzt und noch nicht geprüft. Bitte prüfe Original- und Archivlink gemäß Anleitung und entferne dann diesen Hinweis.
6. ↑  
Kent Kunitsugu: Red Techno-Buff. In: Motorcyclist Online. 20. Februar 2009, abgerufen am 27. September 2014 (englisch).
7. ↑  
Futura development – The inside story. In: Aprilia. Archiviert vom Original (nicht mehr online verfügbar) am 4. März 2011; abgerufen am 27. September 2014 (englisch).
8. ↑  
Aprilia RST 1000 Futura. In: California Speed-Sports Inc. 8. April 2002, archiviert vom Original (nicht mehr online verfügbar) am 8. April 2002; abgerufen am 27. September 2014 (englisch).